# Coursehorn
Coursehorn est un village du Kent, en Angleterre.